# Quercus celtica
Quercus celtica är en bokväxtart som beskrevs av Francisco María Vázquez och Al. Quercus celtica ingår i släktet ekar, och familjen bokväxter.
Artens utbredningsområde är Portugal. Inga underarter finns listade.